# Crazy (Seal-dal)
A Crazy című dal az angol énekes Seal első kislemeze a Seal című albumról. A dalt Trevor Horn és Seal írta, és ez volt Seal egyik legnagyobb slágere, mely slágerlistás helyezést ért el az Egyesült Királyság kislemezlistáján.

## Előzmények és megjelenés
Seal 1990-ben írta a dalt, a berlini fal leomlása és a Tienarmeni mészárlás után, melynek témája mélyen megihlette a művészt. Később ezt is nyilatkozta  a dalról: "Mélyen megérintett engem, eme események, melynek során írtam ezt a dalt"
A dal  producere, Trevor Horn szerint a dal két hónap alatt készült el, mert a legjobb minőségre törekedtünk. A dalban billentyűs hangszer, és basszusgitár is szerepel, melyen a Simply Red gitárosa Kenji Suzuki játszik. Seal éneke mélyen dallamos és érzelmes.

## Megjelenés és fogadtatás
A dal az Egyesült Királyságban 1990 novemberében jelent meg, és a 2.  helyezést érte el a kislemezlistán 1991 januárjában. A kislemez 200.000 példányban kelt el, és ezüst státuszt kapott, valamint Ivor Novello díjban is részesült 1992-ben.
Az Egyesült Államokban 1991-ben lett slágerlistás helyezés a dal, mely a 83. helyen debütált június közepén. Az év végére a dal a 7. helyig jutott a Billboard Hot 100-as listán. Ez volt Seal legnagyobb slágere az Egyesült Államokban, melyet 1995-ben a Kiss From A Rose című dala szárnyalt túl, majd 2003 augusztusában a Crazy akusztikus változata lett slágerlistás helyezés a Billboard Hot Digital listán.

## Kritikák
A Billboard így nyilatkozott a dalról: Az új sláger olyan mint Terence Trent D'Arby és Lenny Kravitz közötti stílusos keresztezés, a billentyűzet-vezérelt funk soul dalban.

## Megjelenések
7"  Franciaország  ZTT – ZANG 8, WEA – 9031-73154-7
- 1	Crazy 4:30
- Engineer – Ren Swan, Robin Hancock, Tony Phillips
- Mixed By – Tony Phillips, Trevor Horn
- Producer – Trevor Horn
- Written-By – Seal
- 2	 Sparkle 3:36
- Engineer – John Canham, Paul Wright
- Mixed By – Trevor Horn
- Producer – Guy*, Seal
- Written-By – Seal

## Slágerlisták

### Heti összesítések
| Slágerlista (1991)                              | Legjobb helyezések |
| ----------------------------------------------- | ------------------ |
| Ausztrália (ARIA)                               | 9                  |
| Ausztria (Ö3 Austria Top 40)                    | 5                  |
| Belgium (Ultratop 50 Flanders)                  | 1                  |
| Canadian RPM Top Singles                        | 9                  |
| Denmark (IFPI)                                  | 10                 |
| Europe (Eurochart Hot 100)                      | 1                  |
| Franciaország (Single Top 100)                  | 5                  |
| Németország (Media Control Charts)              | 2                  |
| Greece (IFPI)                                   | 4                  |
| Ireland (IRMA)                                  | 6                  |
| Italy (FIMI)                                    | 9                  |
| Hollandia (Top 40)                              | 1                  |
| Hollandia (Single Top 100)                      | 1                  |
| Új-Zéland (Recorded Music NZ)                   | 8                  |
| Norvégia (VG-lista)                             | 3                  |
| Poland (Polish Singles Chart)                   | 3                  |
| Svédország (Sverigetopplistan)                  | 1                  |
| Svájc (Schweizer Hitparade)                     | 1                  |
| UK (Official Charts Company)                    | 2                  |
| US Billboard Hot 100                            | 7                  |
| US Billboard Hot Dance Music/Maxi-Singles Sales | 17                 |
| US Billboard Modern Rock Tracks                 | 5                  |
| Slágerlista (2003)                              | Legjobb helyezések |
| US Billboard Hot Digital Songs                  | 4                  |

### Év végi összesítések
| Slágerlista (1991)                | Helyezések |
| --------------------------------- | ---------- |
| Australia (ARIA)                  | 46         |
| Austria (Ö3 Austria Top 40)       | 19         |
| Canada Top Singles (RPM)          | 63         |
| Netherlands (Dutch Top 40)        | 5          |
| New Zealand (Recorded Music NZ)   | 34         |
| Switzerland (Schweizer Hitparade) | 5          |
| UK (Official Charts Company)      | 38         |
| US Billboard Hot 100              | 75         |

## Feldolgozások
- A dalt Alanis Morisette is feldolgozta 1995-ben, mely The Collection című albumán szerepel.
- A Talisman nevű hard rock zenekar 1995-ös Life című albumán szerepel a dal feldolgozása.
- Az Iron Savior nevű metal csapat feldolgozása 2002-es Condition Red című albumukon szerepel bónusz dalként.
- A brit Panic Cell 2010-es albumán is szerepel a dal, melyet többször elő is adnak élő fellépéseken. A csapat első kislemeze a Fire It Up című albumról.
- A görög Helena Paparizow 2005-ben ezzel a dallal indult az Eurovision dalfesztiválon, mely 2006-os Iparhi Logos című albumán szerepel.
- Két feldolgozás is született 2003-ban, az egyik a punk zenekar a Me First and the Gimme Gimmes, melynek feldolgozása Take a Break című albumukon is szerepel, valamint az alternatív metal zenekar, a Mushroomhead 2003-as albumán is helyet kapott a dal feldolgozása.
- 2004-ben a dalt a Brooklyn Bounce is feldolgozta.
- A dal feldolgozását a New York-i Jamband nevű zenei csapat is feldolgozta.
- A Yeasayer nevű indie rock csapat is feldolgozta a dalt, mely 2011. február 11-én jelent meg.
- Az R'n'G nevű hip-hop csapat a dal zenéjét használta fel Open Up Your Mind című dalához 1998-ban.